# Universitatea din Viena
Universitatea din Viena (în germană Universität Wien, în latină Universitas Vindobonensis alias Alma mater Rudolphina) este o universitate fondată în anul 1365 de arhiducele Rudolf al IV-lea din dinastia de Habsburg. În ordinea vechimii este a doua universitate din spațiul Sfântului Imperiu Roman, după Universitatea Carolină din Praga, fondată în 1348 de împăratul Carol al IV-lea din dinastia de Luxemburg.
Clădirea principală este opera arhitectului Heinrich von Ferstel (1883). 

## Istoric

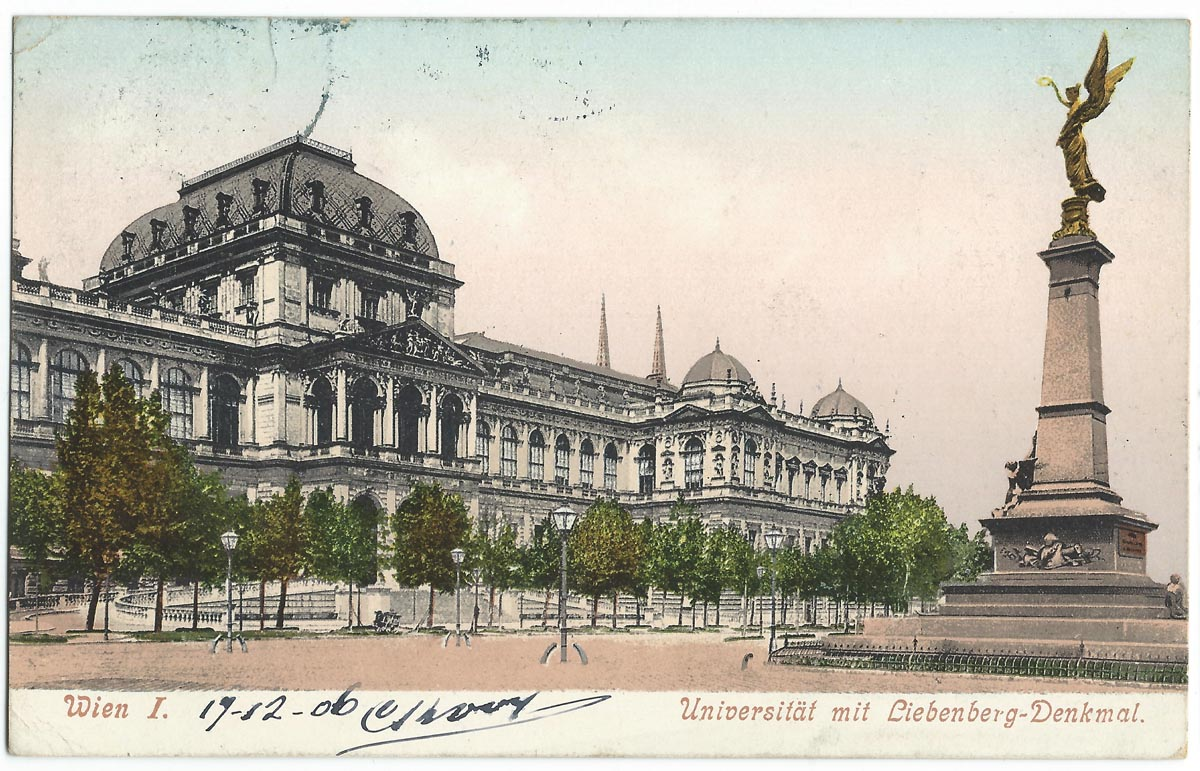
Palatul Universității din Viena

Diploma de întemeiere a universității a fost semnată în data de 12 martie 1365 de arhiducele Rudolf al IV-lea și de frații săi, Albrecht al III-lea și Leopold al III-lea, toți trei descendenți din dinastia de Habsburg.
Clădirea veche a universității s-a aflat în imediata vecinătate a Bisericii Universității. Pe locul respectiv se află în prezent sediul Academiei Austriece de Științe.

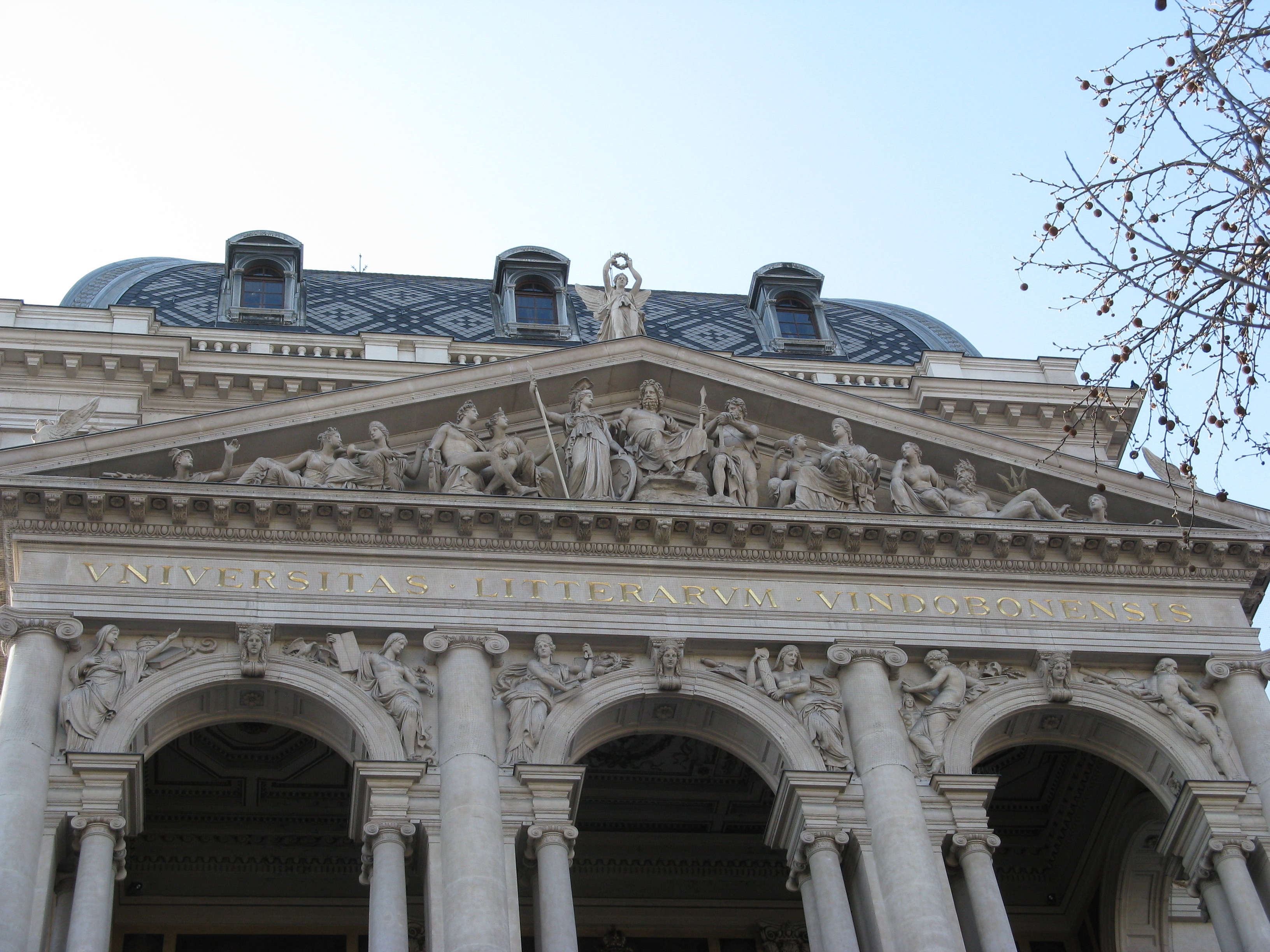
Frontonul clădirii universității

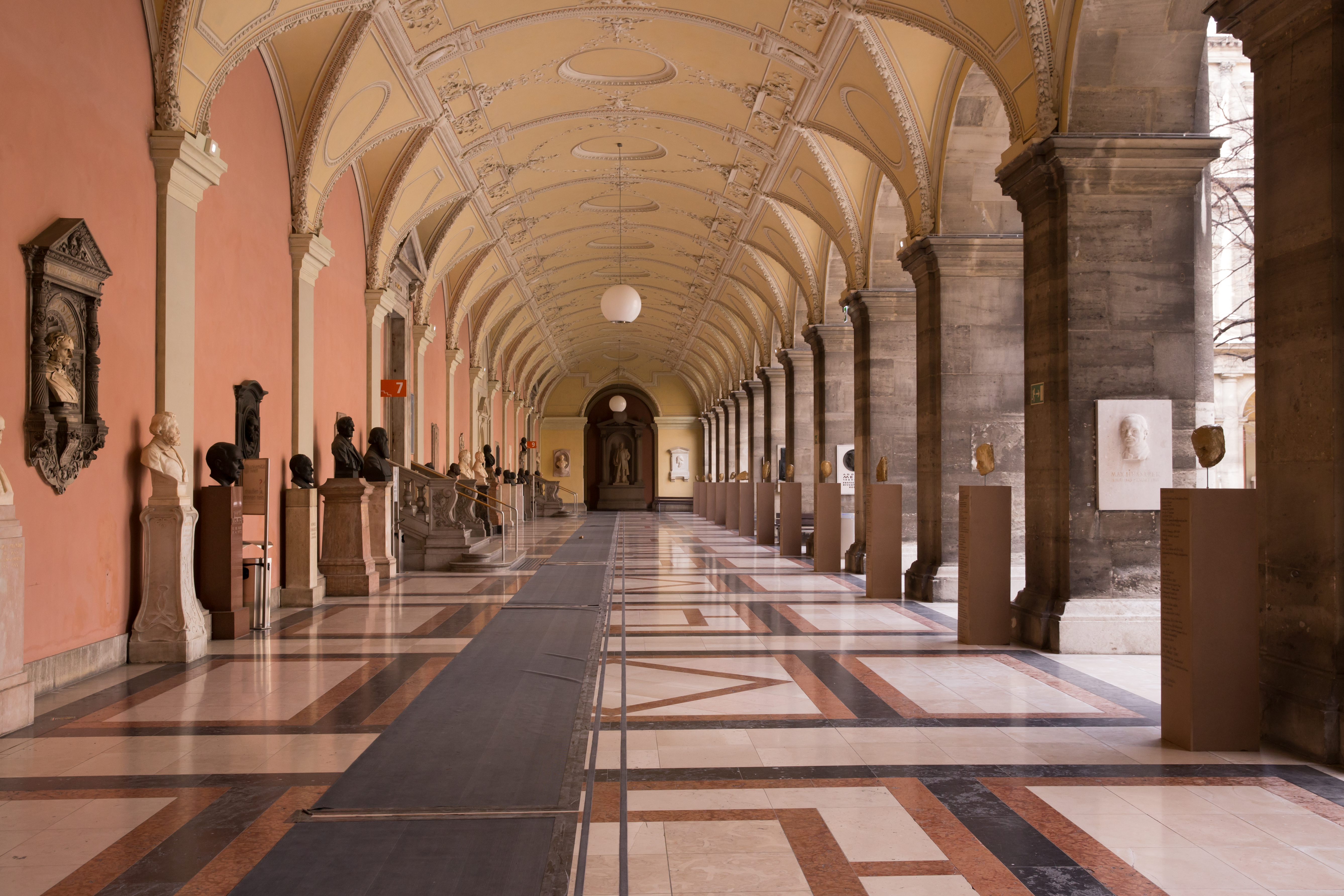
Galeria personaliăților notabile

În anul 2004 facultatea de medicină s-a separat, devenind instituție de sine stătătoare sub numele Universitatea de Medicină din Viena.

## Absolvenți celebri
Lista absolvenților celebri ai Universității din Viena îi include pe:
- Ingeborg Bachmann
- Bruno Bettelheim
- Rudolph Bing
- Ion Budai Deleanu
- Lucian Blaga
- Josef Breuer
- Elias Canetti
- Thomas Ebendorfer
- Paul Feyerabend
- O. W. Fischer
- Ivan Franko
- Ernst Gombrich
- Kurt Gödel
- Franz Grillparzer
- Jörg Haider
- Hugo von Hofmannsthal
- Karl Kautsky
- Arthur Koestler
- Karl Kraus
- Richard Kuhn
- Lise Meitner
- Gregor Mendel
- Josef Mengele
- Franz Mesmer
- Alois Mock
- Papa Pius al II-lea
- Papa Pius al III-lea
- Sigmund Freud (Medicină, 1881)
- Julius Pokorny (limba celtică), student, apoi profesor din 1913 până în 1920
- Karl Popper
- Peter Porsch
- Sextil Pușcariu, student (1902 - 1904), iar apoi docent privat pentru filologia românească la Universitatea din Viena (1904 - 1906).
- Alexandru Vaida Voievod
- Wilhelm Reich
- Karl Renner
- Manfred Rumpl
- Peter Safar
- Arthur Schnitzler
- Adalbert Stifter
- Kurt Waldheim
- Friedrich Hasenöhrl

### Laureați ai Premiului Nobel
Până în prezent, un număr de 15 Laureați ai Premiului Nobel au fost afiliați Universității din Viena, după cum urmează:
| Prenumele și numele     | Domeniul                | Anul |
| ----------------------- | ----------------------- | ---- |
| Robert Bárány           | Fiziologie sau Medicină | 1914 |
| Richard Adolf Zsigmondy | Chimie                  | 1925 |
| Julius Wagner-Jauregg   | Fiziologie sau Medicină | 1927 |
| Hans Fischer            | Chimie                  | 1930 |
| Karl Landsteiner        | Fiziologie sau Medicină | 1930 |
| Erwin Schrödinger       | Fizică                  | 1933 |
| Otto Loewi              | Fiziologie sau Medicină | 1936 |
| Victor Franz Hess       | Fizică                  | 1936 |
| Richard Kuhn            | Chimie                  | 1938 |
| Max Perutz              | Chimie                  | 1962 |
| Karl von Frisch         | Fiziologie sau Medicină | 1973 |
| Konrad Lorenz           | Fiziologie sau Medicină | 1973 |
| Friedrich Hayek         | Economie                | 1974 |
| Elias Canetti           | Literatură              | 1981 |
| Elfriede Jelinek        | Literatură              | 2004 |

## Galerie de imagini

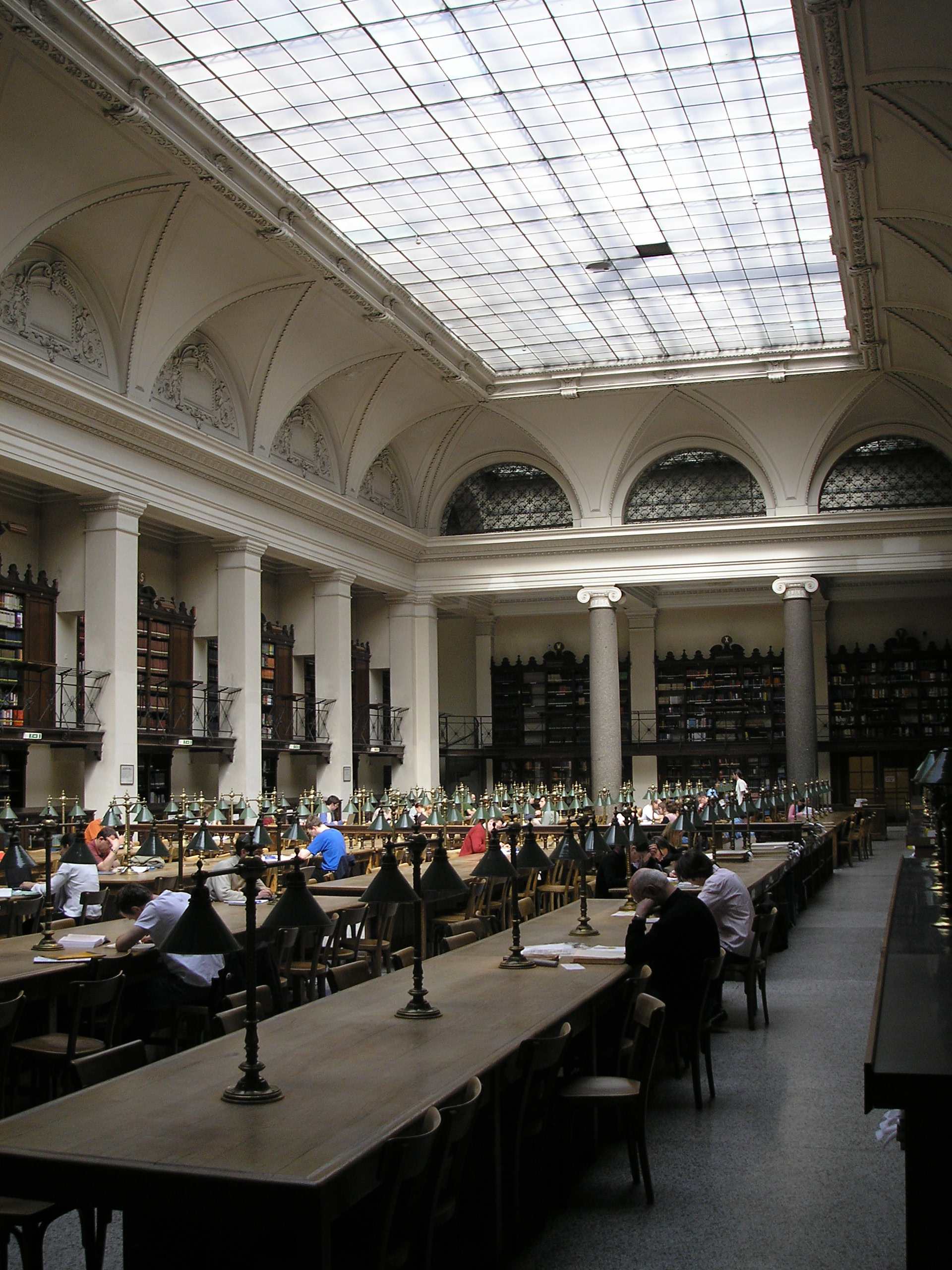
Sala mare de lectură a bibliotecii Universității din Viena
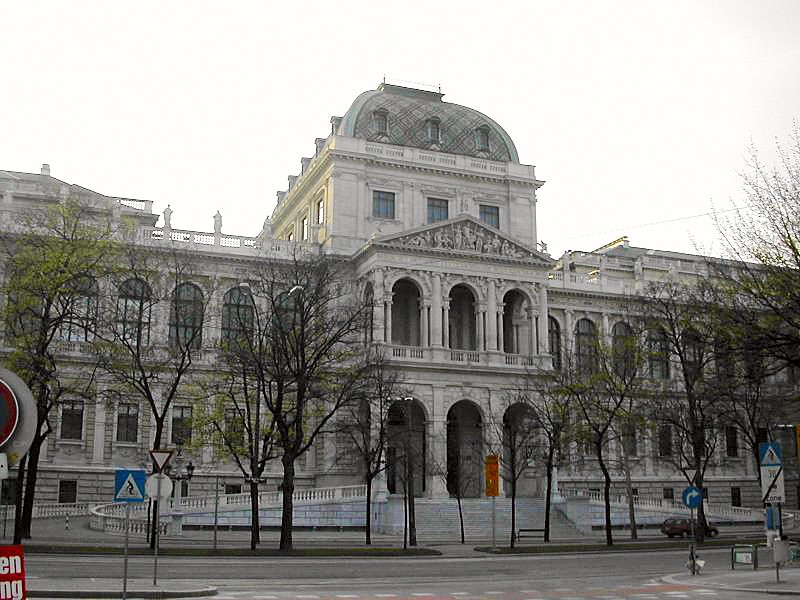
Clădirea principală a Universității din Viena Vindobonensis, operă a arhitectului Heinrich von Ferstel
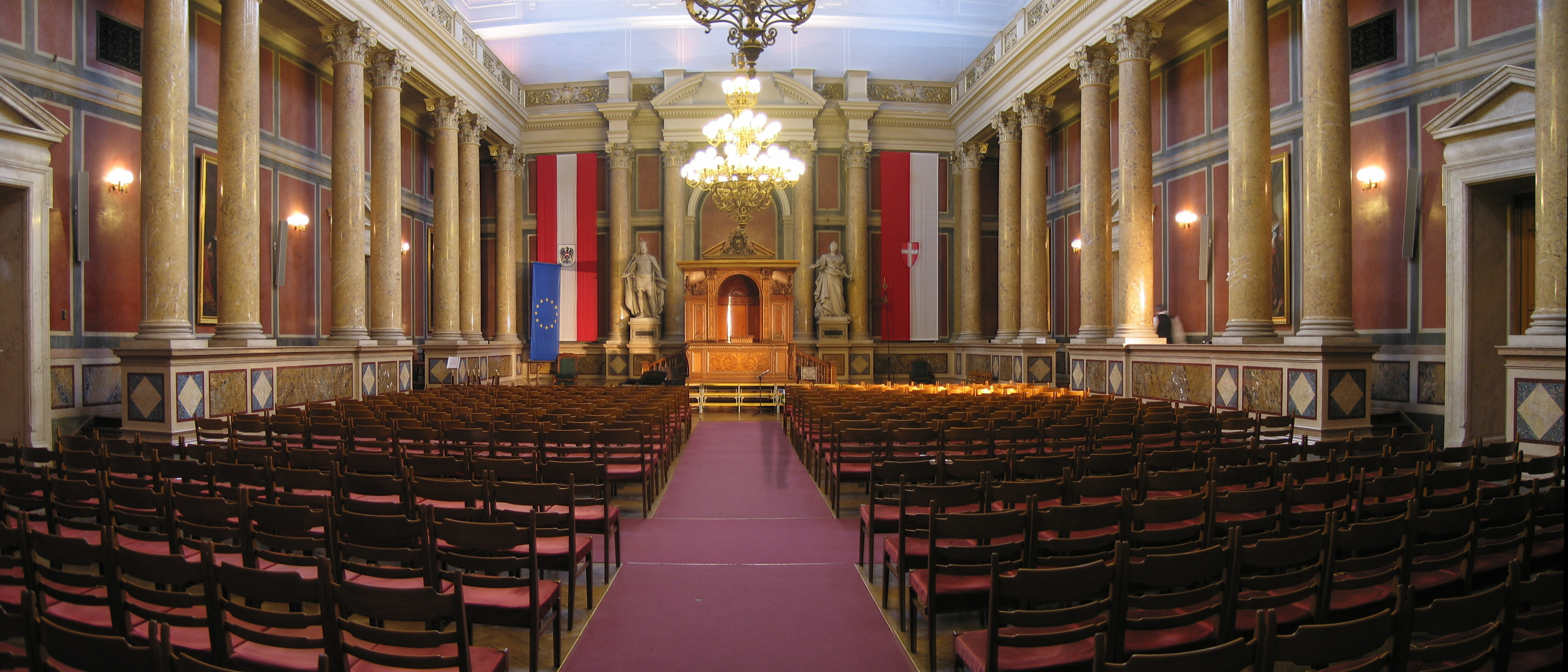
Sala de festivități (Festsaal)
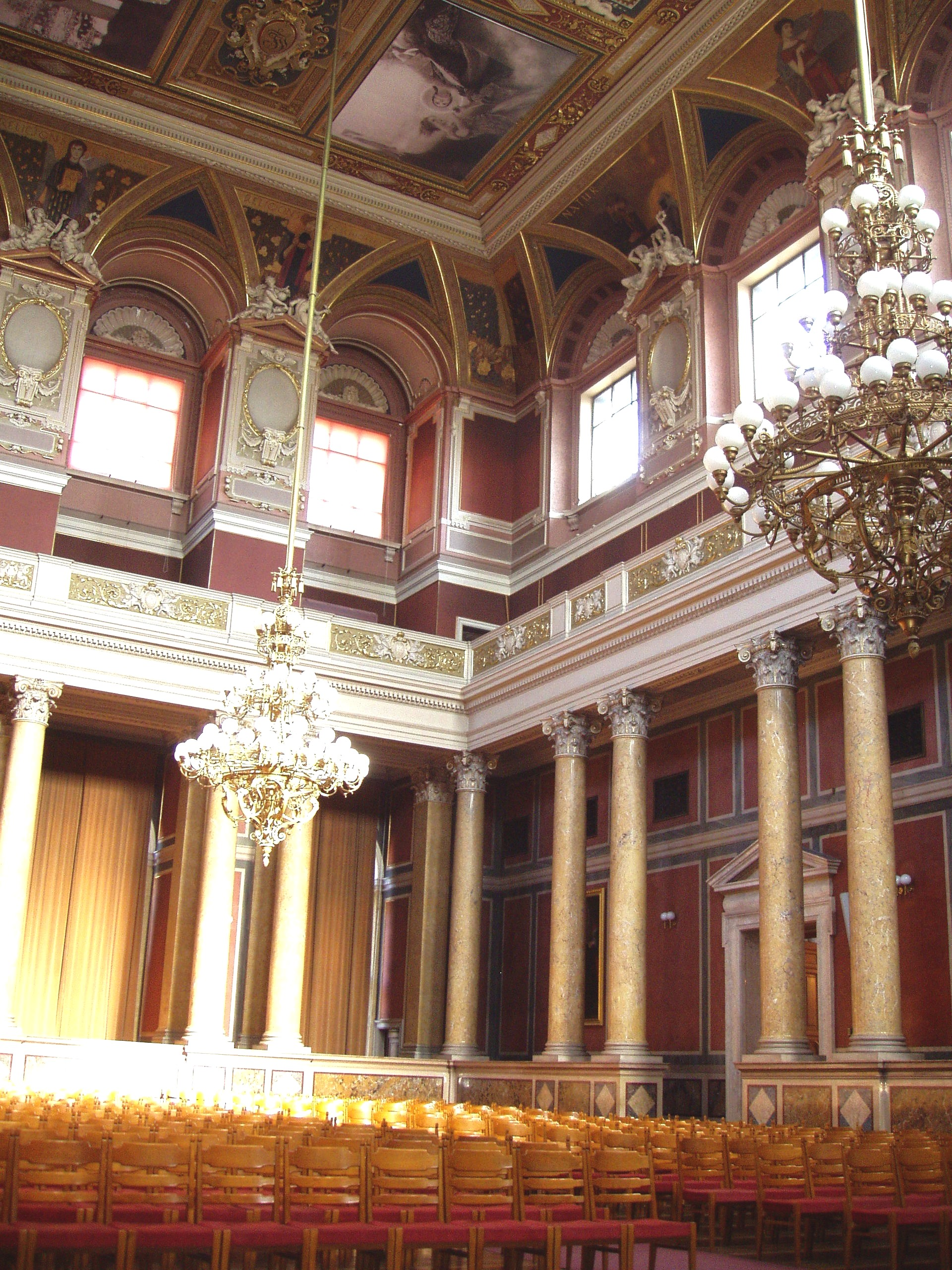
Sala de festivități, în clădirea principală
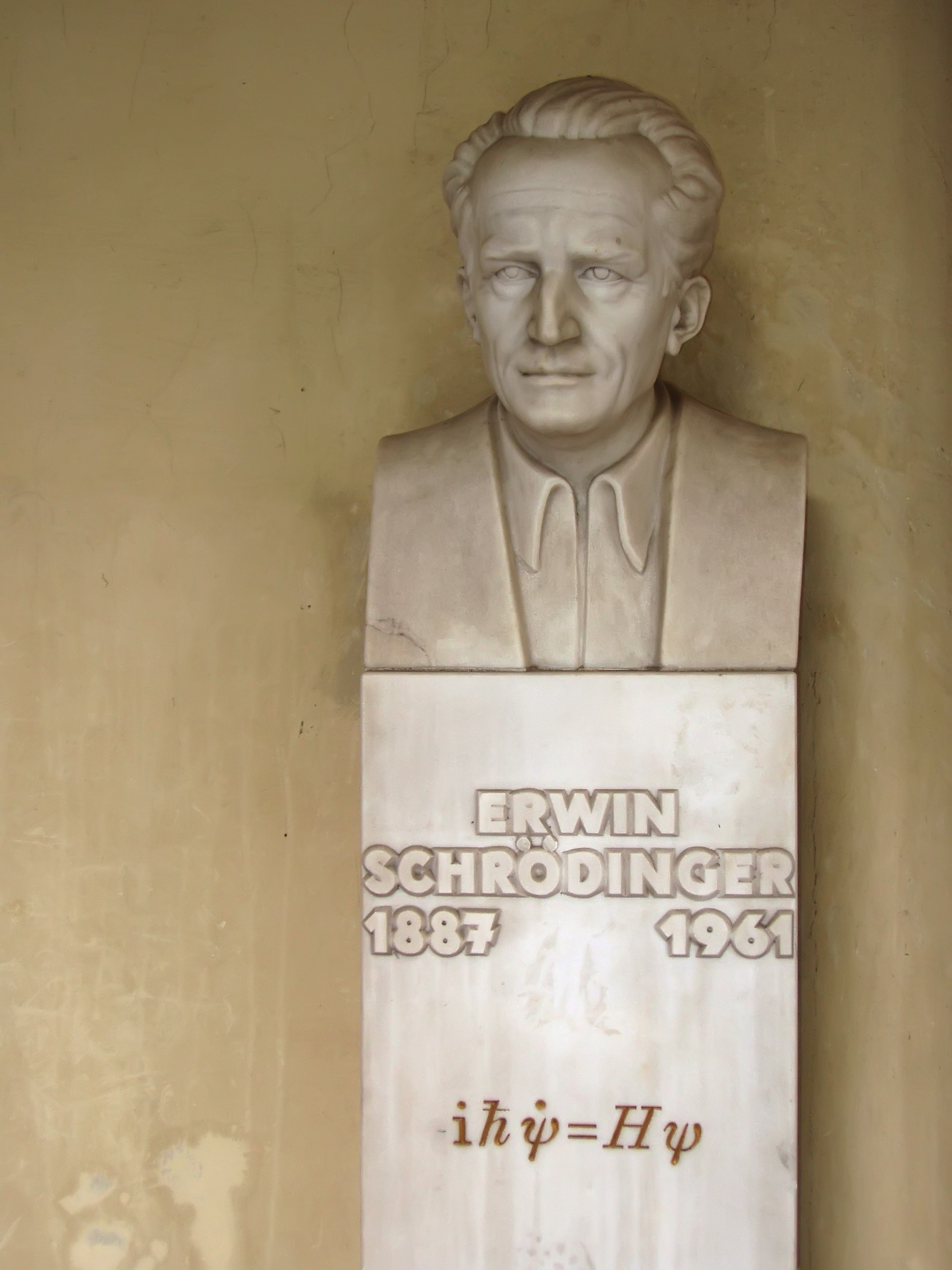
Statuia lui Erwin Schrödinger, Laureat al Premiului Nobel pentru Fizică
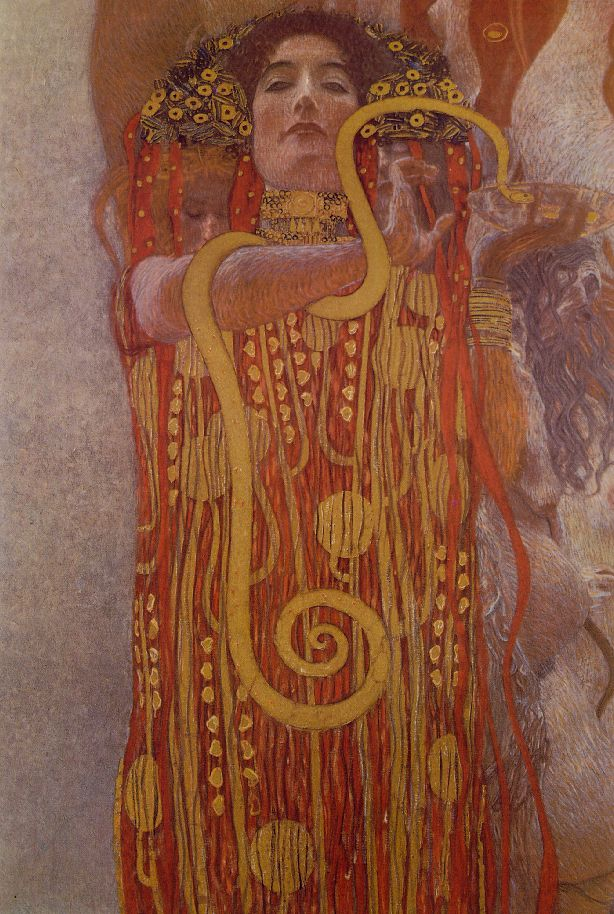
Alegoria Hygeia, pictură datorată lui Gustav Klimt